# Histioea peruana
Histioea peruana là một loài bướm đêm thuộc phân họ Arctiinae, họ Erebidae.